# 马德琳·埃德蒙兹
马德琳·埃德蒙兹（英語：Madeleine Edmunds，1992年1月3日—），澳大利亚女子赛艇运动员。她曾代表澳大利亚参加世界赛艇锦标赛，获得一枚铜牌。她也曾参加2016年夏季奥林匹克运动会。